# Braña (Baleira)
Braña (llamada oficialmente San Miguel da Braña) es una parroquia y una aldea española del municipio de Baleira, en la provincia de Lugo, Galicia.

## Límites
Limita al norte con la parroquia de Retizós, al este con la de Cubilledo, al sur con la de Fonteo y al oeste con la de Montecubeiro, esta última del municipio de Castroverde.

## Organización territorial
La parroquia está formada por tres entidades de población:
- Abrairas
- A Braña
- Millares

## Demografía

### Parroquia
| Gráfica de evolución demográfica de Braña (parroquia) entre 2000 y 2019 |
|                                                                         |
| Datos según el nomenclátor publicado por el INE.                        |

### Aldea
| Gráfica de evolución demográfica de A Braña (aldea) entre 2000 y 2019 |
|                                                                       |
| Datos según el nomenclátor publicado por el INE.                      |